# MLB (videójáték-sorozat, 1996–2005)
Az MLB Major League Baseball-videójátéksorozat, melyet a 989 Studios fejlesztett és a Sony Computer Entertainment jelentett meg. A sorozatot eredetileg a Sony Interactive Studios America fejlesztette, a céget 2001-ben átnevezték 989 Studiosra, majd 2005-ben beolvadt a Sony Computer Entertainment Americába. A sorozat első tagja, az MLB Pennant Race 1996. szeptember 30-án jelent meg PlayStationre, míg utolsó játéka, az MLB 2006 2005. szeptember 8-án PlayStation 2-re és PlayStation Portable-re. A sorozat utódja a SIE San Diego Studio által fejlesztett MLB: The Show.

## Játékok
| Cím                                                                    | Részletek |
| ---------------------------------------------------------------------- | --- |
| MLB Pennant Race Első megjelenés: - US 1996. szeptember 30.            | Megjelenés platformok szerint: 1996—PlayStation |
| MLB Pennant Race Első megjelenés: - US 1996. szeptember 30.            | Megjegyzések: - a Sony Interactive Studios America fejlesztette és a Sony Computer Entertainment America jelentette meg - a játék kommentátora Jerry Coleman - a játék borítóján David Justice Atlanta Braves-jobbkülső szerepel |
| MLB 98 Első megjelenés: - US 1997. július 1.                           | Megjelenés platformok szerint: 1997—PlayStation |
| MLB 98 Első megjelenés: - US 1997. július 1.                           | Megjegyzések: - a Sony Interactive Studios America fejlesztette és a Sony Computer Entertainment America jelentette meg - a játék kommentátora Mike Carlucci - a játék borítóján Bernie Williams New York Yankees-középkülső szerepel |
| MLB 99 Első megjelenés: - US 1998. március 31.                         | Megjelenés platformok szerint: 1998—PlayStation |
| MLB 99 Első megjelenés: - US 1998. március 31.                         | Megjegyzések: - a Sony Interactive Studios America fejlesztette és a Sony Computer Entertainment America jelentette meg - a játék kommentátora Vin Scully - a játék borítóján Cal Ripken Jr. Baltimore Orioles-hármasvédő szerepel |
| MLB 2000 Első megjelenés: - US 1999. február 28.                       | Megjelenés platformok szerint: 1999—PlayStation |
| MLB 2000 Első megjelenés: - US 1999. február 28.                       | Megjegyzések: - a 989 Studios fejlesztette és a Sony Computer Entertainment America jelentette meg a 989 Sport márkanév alatt - a játék kommentátora Vin Scully, szakkommenntátora Dave Campbell - a játék borítóján Mo Vaughn Anaheim Angels-egyesvédő szerepel |
| MLB 2001 Első megjelenés: - US 2000. március 28.                       | Megjelenés platformok szerint: 2000—PlayStation |
| MLB 2001 Első megjelenés: - US 2000. március 28.                       | Megjegyzések: - a 989 Studios fejlesztette és a Sony Computer Entertainment America jelentette meg a 989 Sport márkanév alatt - a játék kommentátora Vin Scully, szakkommenntátora Dave Campbell - a játék borítóján Chipper Jones Atlanta Braves-hármasvédő szerepel |
| MLB 2002 Első megjelenés: - US 2001. május 7.                          | Megjelenés platformok szerint: 2001—PlayStation |
| MLB 2002 Első megjelenés: - US 2001. május 7.                          | Megjegyzések: - a 989 Studios fejlesztette és a Sony Computer Entertainment America jelentette meg a 989 Sport márkanév alatt - a játék kommentátora Vin Scully, szakkommentátora Dave Campbell - a játék borítóján Andruw Jones Atlanta Braves-balkülső szerepel |
| MLB 2003 Első megjelenés: - US 2002. június 17.                        | Megjelenés platformok szerint: 2002—PlayStation |
| MLB 2003 Első megjelenés: - US 2002. június 17.                        | Megjegyzések: - a 989 Studios fejlesztette és a Sony Computer Entertainment America jelentette meg a 989 Sport márkanév alatt - a játék kommentátora Vin Scully, szakkommentátora Dave Campbell - a játék borítóján Barry Bonds San Fransisco Giants-balkülső szerepel |
| MLB 2004 Első megjelenés: - JP 2003. június 19. - US 2003. április 30. | Megjelenés platformok szerint: 2003—PlayStation, PlayStation 2 2004—mobiltelefonok |
| MLB 2004 Első megjelenés: - JP 2003. június 19. - US 2003. április 30. | Megjegyzések: - Japánban MLB 2003 címmel jelent meg - a PlayStation-verziót a 989 Studios fejlesztette és a Sony Computer Entertainment America jelentette meg a 989 Sport márkanév alatt. A mobiletefonos változatot a JAMDAT Mobile fejlesztette és jelentette meg - a játék kommentátora Vin Scully, szakkommentátora Dave Campbell - a játék borítóján Shawn Green Los Angeles Dodgers-jobbkülső szerepel |
| MLB 2005 Első megjelenés: - JP 2004. május 27. - US 2004. március 4.   | Megjelenés platformok szerint: 2004—PlayStation, PlayStation 2 |
| MLB 2005 Első megjelenés: - JP 2004. május 27. - US 2004. március 4.   | Megjegyzések: - Japánban MLB 2004 címmel jelent meg - a 989 Studios fejlesztette és a Sony Computer Entertainment America jelentette meg a 989 Sport márkanév alatt - a játék kommentátora Vin Scully, szakkommentátora Dave Campbell - a játék borítóján Eric Chavez Oakland Athletics-hármasvédő szerepel                                                                                                   |
| MLB 2006 Első megjelenés: - US 2005. március 8.                        | Megjelenés platformok szerint: 2005—PlayStation 2, PlayStation Portable |
| MLB 2006 Első megjelenés: - US 2005. március 8.                        | Megjegyzések: - a PlayStation Portable-verzió MLB címmel jelent meg - a 989 Studios fejlesztette és a Sony Computer Entertainment America jelentette meg a 989 Sport márkanév alatt - a játék kommentátora Matt Vasgersian, szakkommentátora Dave Campbell - a játék borítóján Vladimir Guerrero Los Angeles Angels of Anaheim-jobbkülső szerepel                                                             |

## Fordítás
- Ez a szócikk részben vagy egészben a 989 Sports Major League Baseball series című angol Wikipédia-szócikk ezen változatának fordításán alapul.  Az eredeti cikk szerkesztőit annak laptörténete sorolja fel. Ez a jelzés csupán a megfogalmazás eredetét és a szerzői jogokat jelzi, nem szolgál a cikkben szereplő információk forrásmegjelöléseként.